# Richard Mico
Richard Mico (Taunton, 1590 – 1661) è stato un compositore inglese.

## Biografia
Nato nel Somerset, fu il più anziano dei tra figli di Walter Mico. La famiglia, in origine chiamata "Micault", era immigrata dalla Francia a seguito della cacciata degli ugonotti diverse generazioni prima. Essa era una famiglia di mercanti: il cugino del compositore, Sir Samuel Mico (1610–65), che si era trasferito a Londra intorno agli anni 1630, fece fortuna negli scambi commerciali e divenne alderman di Londra e Master of the Worshipful Company of Mercers, e venne fatto cavaliere dopo la restaurazione.
Mico venne nominato musicista residente a Thorndon Hall, Essex, nel 1608. Lì fu al servizio di Sir William Petre (già mecenate di William Byrd) come insegnante di musica dei bambini di famiglia, oltre che compositore della casa. Secondo alcune fonti, gli strumenti disponibili nella casa erano, nel 1608, cinque viole da gamba, un liuto, organo e virginale. Mentre lavorava per Petre, Mico si convertì alla fede praticata dal suo mecenate, divenendo cattolico.
Nel 1630 venne nominato organista della regina Enrichetta Maria, moglie di Carlo I, fino a quando la regina non fuggì nei Paesi Bassi nel 1642.
Venne seppellito a St Paul's, Covent Garden, il 10 aprile 1661.
Nessuno dei lavori di Mico per consort venne pubblicato durante la sua vita, ma Christopher Simpson, scrisse sei anni dopo la sua morte, che era stato fra i migliori compositori di fantasie.

## Opere
- Manoscritto Musicale. 517-20 nella biblioteca della Christchurch, Oxford, collezione di quattro manoscritti contenenti opere strumentali di Richard Mico (oltre che quelle di Alfonso Ferrabosco il giovane, John Ward e John Jenkins). Il copista, non identificato, fu un inglese che scrisse il manoscritto intorno al 1630-50. Questa collezione comprende 17 fantasie di Mico per consort di quattro viole da gamba.[4]
- Tutte le opere superstiti di Mico sono state pubblicate in 'Musica Britannica: Musica Britannica, Volume 65; Richard Mico: Consort Music, 1994, edited by Andrew Hanley. Published by Stainer & Bell Ltd, London. ISBN 9780852498224
  - Four fantasies à 2
  - Seven fantasies à 3 con organo
  - 17 fantasies à 4
  - Four fantasies à 5
  - Four pavans à 4
  - Three pavans à 5
  - An In Nomine à 5
  - Latral à 5

## Registrazioni
- Phantasm: Still Music of the Spheres; Consorts by William Byrd and Richard Mico, Simax, PSC1143
- Amsterdam Loeki Stardust Quartet: Fantazia, Channel Classics, CCS 16998 includes Mico's Pavan No.1 in C minor and Pavan No. 4 in C major